# Франсіско Ліаньйо
Франсіско Ліаньйо (ісп. Francisco Liaño, нар. 16 листопада 1964, Сантандер) — іспанський футболіст, що грав на позиції воротаря, зокрема за «Депортіво» (Ла-Корунья).
Триразовий володар Трофея Самори найнадійнішому воротареві сезону (одного разу в Сегунді і двічі в Прімері).

## Ігрова кар'єра
Народився 16 листопада 1964 року в місті Сантандер. Вихованець футбольної школи місцевого «Расінга». Дорослу футбольну кар'єру розпочав 1984 року в основній команді того ж клубу. Відіграв за рідну команду у шести сезонах, протягом яких вона балансувала між першим і другим іспанськими дивізмонами, проте увесь цей час залишався резервним голкіпером «Расінга». 
З метою нарешті отримати постійне місце на полі вже 25-річний на той час гравець 1990 року перейшов до друголігового «Сестао Спорт», в якому відразу продемонстрував найкращу надійність серед усіх голкіперів Сегунди і з 27 пропущеними м'ячами у 38 матчах отримав Трофей Самори найнадійнішому воротареві другого дивізіону.
Цей успіх не пройшов повз увагу представників провідних клубів Ла-Ліги і вже наступний сезон 1991/92 голкіпер розпочав як гравець «Депортіво» (Ла-Корунья). Передбачалося, що він стане резервним воротарем, однак травма основного голкіпера Хуана Каналеса довзолила Ліаньйо розпочати сезон у стартовому складі, утім він сам травмувався по його ходу і взяв участь лише у 17 матчах свого дебютного сезону в «Депортіво». А вже сезон 1992/93 не лише провів як основний воротар команди, але й здобув свій другий Трофей Самори найнадійнішому воротареві, цього разу вже у Прімері. Наступного ж сезону не лише знову став володарем цієї нагороди, але й встановив рекорд воротарської надійності в Ла-Лізі — лише 18 голів у 38 матчах, при цьому «Депортіво» ледь не здобув чемпіонський титул, лише за різницею голів поступившись «Барселоні». Загалом відіграв за клуб з Ла-Коруньї п'ять сезонів, протягом яких став у складі команди володарем Кубка Іспанії і Суперкубка країни.
Влітку 1996 року «Депортіво» поповнилося низкою нових гравців, включаючи воротарів Петра Коубу і Жака Сонго'о, тож 31-річний Ліаньйо, контракт якого добіг завершення, залишив команду на правах вільного агента. Завершив ігрову кар'єру у команді «Спортінг» (Хіхон), у якій був резервним голкіпером протягом 1996—1998 років.

## Титули і досягнення

### Командні
- Володар Кубка Іспанії (1):

«Депортіво»: 1994-1995
- Володар Суперкубка Іспанії з футболу (1):

«Депортіво»: 1995

### Особисті
- Трофей Самори (3):

1991 (Сегунда)
1993, 1994 (Прімера)